# Gilles Deleuze
Pour les articles homonymes, voir Deleuze.
Gilles Deleuze est un philosophe français né le 18 janvier 1925 dans le 17e arrondissement de Paris, où il est mort le 4 novembre 1995, par suicide.
Des années 1960 jusqu'à sa mort, Deleuze a écrit une œuvre philosophique influente et complexe, à propos de la philosophie elle-même, de la littérature, de la politique, de la psychanalyse, du cinéma et de la peinture. Jusqu'à sa retraite en 1988, il fut également un professeur de philosophie en université renommé.
D'abord perçu comme un historien de la philosophie, car il a écrit des ouvrages sur des philosophes aussi divers que David Hume, Friedrich Nietzsche, Emmanuel Kant, Baruch Spinoza, Henri Bergson, Deleuze évolue vers une nouvelle définition du philosophe comme « celui qui crée des concepts » dans la Cité, soit un créateur en philosophie de mots nouveaux, de sens différents. Il revient néanmoins à l'histoire de la philosophie à la fin de sa carrière universitaire, en consacrant des ouvrages à Michel Foucault, François Châtelet et Gottfried Wilhelm Leibniz.
Sa thèse de philosophie est centrée sur le concept de « différence » et « répétition », c'est-à-dire au rapport du même à la ressemblance, de la copie au double, et de l'effet de la répétition à l'infini par rapport à un original. Il y prend comme référence Gottfried Wilhelm Leibniz, qui était à la fois métaphysicien et mathématicien. Deleuze tente d'y développer une métaphysique, en accord avec la physique et les mathématiques de son temps (les années 1960), dans laquelle les concepts de multiplicité, d'événement et de virtualité remplacent respectivement ceux de substance, d'essence et de possibilité.
Deleuze s'intéresse ensuite aux rapports entre sens, non-sens et événement, à partir de l'œuvre de Lewis Carroll, de celle du philosophe Whitehead et du stoïcisme grec. Enfin il développe une métaphysique et une philosophie de l'art originales en s'intéressant au cinéma autant qu'au peintre Francis Bacon.
Avec Félix Guattari, il développe un cycle intitulé « Capitalisme et schizophrénie » qui comprend L'Anti-Œdipe (1972) et Mille Plateaux (1980). Ils écrivent ensemble deux autres ouvrages : Kafka : Pour une littérature mineure (1975) et Qu'est-ce que la philosophie ? (1991). Ils créent les concepts de rhizome ou de déterritorialisation, menant une critique conjointe de la psychanalyse et du capitalisme contemporain. Leurs deux premiers livres ont un retentissement certain dans les milieux universitaires occidentaux et un impact, sur les sciences sociales pendant les années 1970  et 1980, jusqu'aux États-Unis, où émerge ensuite la French Theory (et son pendant critique), à laquelle ils sont largement associés.
La pensée de Deleuze est parfois également associée au post-structuralisme, bien qu'il ait déclaré s'être toujours vu comme un métaphysicien.
Deleuze a reçu en 1994 le grand prix de philosophie de l'Académie française pour l'ensemble de son œuvre.

## Biographie

### Enfance et formation
Gilles Louis René Deleuze naît le 18 janvier 1925, dans le 17e arrondissement de Paris, dans une famille bourgeoise. Son père Albert est ingénieur, sa mère Odette Camaüer s'occupe de la maison et des deux enfants, Gilles et Georges (de trois ans plus âgé). Ses deux parents sont de droite, Louis est proche des Croix-de-Feu. Deleuze raconte dans L'Abécédaire l'effroi de ses parents, à l'été 1936, quand la plage de Deauville où ils passent leurs vacances depuis des années est « envahie » par des prolétaires venus grâce aux congés payés. Dès son plus jeune âge, Gilles Deleuze souffre de troubles respiratoires.
En 1940, la guerre surprend les Deleuze alors qu'ils sont en villégiature à Deauville. Les parents décident de laisser Gilles dans cette ville en pensionnat. Alors qu'il était jusque-là un élève médiocre, il découvre la littérature grâce à son professeur Pierre Halbwachs, fils du sociologue Maurice Halbwachs. C'est Pierre Halbwachs qui lui fait lire André Gide, Charles Baudelaire ou encore Anatole France — en juillet 1944, Pierre Halbwachs sera arrêté comme résistant par la Gestapo.
L'armistice signé, Gilles revient à Paris. En 1941, il fait ses études secondaires au lycée Carnot et fréquente Michel Tournier, qui est élève au lycée Pasteur de Neuilly. À Carnot, Deleuze est alors le camarade de classe de Guy Môquet et a pour professeur Pierre Vial, alors que Maurice Merleau-Ponty enseigne dans l'autre khâgne (classe préparatoire en lettres supérieures). Pendant ces années de guerre, il rencontre, par l'entremise de Michel Tournier, Maurice de Gandillac et Marie-Madeleine Davy. Cette dernière lui présente Georges Bataille, Pierre Klossowski, Jean Grenier, Brice Parain, Michel Butor, Jean Paulhan, Roger Caillois, ou encore Jean-Paul Sartre, lors de réunions privées le dernier samedi de chaque mois. Michel Tournier emmène Deleuze aux cours publics des psychiatres Théophile Alajouanine et Jean Delay à l'hôpital de la Salpêtrière.
Pendant ces années d'Occupation, il est très marqué par la lecture de Jean-Paul Sartre. L'Être et le Néant l'enchante, et il va voir Les Mouches au théâtre Sarah-Bernhardt. En 1944, Gilles Deleuze publie, par jeu, un pastiche de Jean-Paul Sartre intitulé Description de la femme : pour une philosophie d'autrui sexuée,.
Le 2 juillet 1944, son frère aîné, Georges, est arrêté pour résistance et meurt pendant son transfert vers le camp de concentration de Buchenwald. Cette mort affecte fortement Gilles et ses parents. Ces derniers vouent, selon Michel Tournier, un véritable culte à l'enfant mort, tandis que Gilles en est réduit à être « le frère du héros », perçu comme médiocre.
Après 1945, il intègre l'hypokhâgne puis la khâgne du lycée Louis-le-Grand. Ses professeurs sont Ferdinand Alquié, Georges Canguilhem, Maurice de Gandillac et Jean Hyppolite. Il suit également au lycée Henri-IV les cours de Jean Beaufret, introducteur de Martin Heidegger en France. Malgré ses aptitudes jugées exceptionnelles par ses professeurs, qui lui parlent d'égal à égal, il échoue au concours d'entrée à l'École normale supérieure, mais, au vu de ses excellents résultats, il obtient une bourse d'études pour préparer l'agrégation, ce qu'il effectue à la Sorbonne, où Canguilhem et Gandillac sont à nouveau ses professeurs, ainsi que Gaston Bachelard et Jean Wahl. À l'université, il se lie d'une grande amitié avec Claude Lanzmann.
Sa première déception vient de Sartre à l'occasion de sa conférence « L'existentialisme est un humanisme » prononcée le 29 octobre 1945. Michel Tournier, avec qui Deleuze était allé écouter la conférence, écrit à ce sujet : « Nous étions atterrés. Ainsi notre maître ramassait dans la poubelle où nous l'avions enfouie cette ganache éculée, puant la sueur et la vie intérieure, l'humanisme ».
Deleuze participe en 1946 à la revue Espace, sous l'égide d'Alain Clément, qui n'aura qu'un seul numéro et pour laquelle il écrit l'article « Du Christ à la bourgeoisie ».
En 1947, il prépare l'agrégation aux côtés de François Châtelet. Matière et Mémoire de Henri Bergson est au programme, livre qui marque durablement sa pensée et lui fait considérer Bergson comme un philosophe de tout premier plan, alors que ses amis, de tendance marxisante, comme François Châtelet, voient dans Bergson un « spiritualiste poussiéreux ». Deleuze manque plusieurs cours dans l'année à cause de ses problèmes respiratoires, et craint les épreuves orales, qui l'avaient fait échouer à Normale Sup ; c'est François Châtelet qui le force à aller à ces épreuves ; Gilles Deleuze est reçu huitième. La réussite à l’agrégation lui donne une autonomie économique qui lui permet de quitter sa mère, alors que son père vient de mourir.

### Professeur de philosophie
Professeur agrégé en 1948, Gilles Deleuze  quitte la maison de sa mère en 1950 et s'installe à l'hôtel de la Paix, sur l'île Saint-Louis à Paris, dans une chambre proche de celle de Michel Tournier. La semaine, il enseigne au lycée Louis-Thuillier d'Amiens, et ce jusqu'en 1952. Il enseigne ensuite au lycée Pothier d'Orléans de 1952 à 1955 et au lycée Louis-le-Grand de 1955 à 1957, lycées dans lesquels il est très apprécié. Alors qu'il avait publié en 1953 Empirisme et subjectivité, consacré à la philosophie de David Hume, il se consacre entièrement à l'enseignement et ne publie rien jusqu'en 1962.
En 1956, il épouse Denise « Fanny » Paule Grandjouan qui travaille alors chez le couturier Pierre Balmain et traduira plus tard D. H. Lawrence et Lewis Carroll. Le couple s'installe à Paris.
Deleuze obtient un poste d'assistant à la faculté des lettres de l'université de Paris en 1957 et se consacre alors à l'histoire de la philosophie. En 1960, il est nommé attaché de recherche du CNRS à Lyon ; c'est là qu'il se lie d'amitié avec Michel Foucault.
En mai 1960 naît son premier enfant, Julien.
En 1962, Michel Foucault, qui enseigne alors à l'université de Clermont-Ferrand, le propose pour succéder à Jules Vuillemin qui vient d'être élu au Collège de France mais c'est Roger Garaudy, qui a alors les faveurs du ministère, qui est finalement nommé. En 1964, comme chargé d'enseignement à la faculté des lettres de l'université de Lyon, il assure notamment en licence les cours de « morale et sociologie » et de « philosophie générale ». Ses collègues sont entre autres Henri Maldiney, François Dagognet, Geneviève Rodis-Lewis ou Pierre Fédida. C'est cette même année 1964 que naît sa fille, Émilie.
Il recommence à publier à partir de 1962, et ce à un rythme très soutenu, puisqu'il publie neuf livres durant les sept années qui suivent. Ce sont d'abord des livres consacrés à d'autres philosophes : Nietzsche et la philosophie (1962), La Philosophie critique de Kant (1963), Nietzsche (1965), Le Bergsonisme (1966), Spinoza et le problème de l'expression (1968). Il est alors considéré comme un historien de la philosophie, ce qu'il niera par la suite avoir été. Deux livres sont également consacrés à des écrivains : Proust et les signes (1964) et Présentation de Sacher-Masoch (1967). À la fin des années 1960, il développe une philosophie plus personnelle, dans Différence et répétition (1968) et Logique du sens (1969). En 1969, l'université de Paris lui décerne le doctorat ès lettres pour sa thèse principale Différence et répétition sous la direction de Maurice de Gandillac, et sa thèse secondaire Spinoza et le problème de l’expression sous la direction de Ferdinand Alquié.

### La décennie politique
En mai 1968, le mouvement de Mai, déclenché à Paris, provoque une importante réplique à Lyon : des étudiants se mettent en grève, bloquent les épreuves des concours, occupent les locaux jour et nuit. Gilles Deleuze soutient activement le mouvement, ce en quoi il se distingue de la plupart des autres professeurs. Quelques mois plus tard, il est invité par Michel Foucault à devenir maître de conférences à l'université Paris-VIII fraîchement créée.
Au début de l'année 1969, il doit subir une thoracoplastie, qui le prive de l'usage d'un de ses poumons. Il va en convalescence dans le Limousin avec sa femme ; c'est là qu'il fait la connaissance de Félix Guattari. Sa rencontre avec celui-ci, aussi décisive que celle de Simondon, entame une longue et fructueuse collaboration. Ils écrivent ensemble L'Anti-Œdipe (1972), Kafka. Pour une littérature mineure (1975) puis Mille-Plateaux (1980), trois ouvrages qui frappent par la nouveauté de leur style et de leur contenu. Ils s'attaquent conjointement à la psychanalyse et au capitalisme, et développent une métaphysique aussi bien qu'une théorie politique.
C'est durant cette décennie que Deleuze s'engage également aux côtés de Michel Foucault dans le Groupe d'information sur les prisons, groupe directement issu du courant maoïste et de la volonté de protection des militants de la Gauche prolétarienne. Il multiplie les prises de parole, sur l'affaire Klaus Croissant, le conflit israélo-palestinien, le système judiciaire européen, et soutient les militants d’extrême gauche comme Toni Negri et les Brigades rouges. Il propose également de nouvelles formes d'organisation politique, synthétisées dans les concepts de réseau (dont le modèle imagé est le rhizome) et de microrésistance.

### Nouveaux intérêts et retraite
| Image externe |                                              |
|               | Gilles Deleuze chez lui, en juillet en 1988. |

Mille Plateaux est pour Deleuze et Guattari l'aboutissement de leur collaboration. Après 1980, Deleuze écrit de nouveau des ouvrages sur d'autres philosophes : Spinoza. Philosophie pratique (1981), Foucault (1986) et Périclès et Verdi. La philosophie de François Châtelet (1988) ; les deux derniers étant consacrés à deux de ses amis morts peu auparavant. Il écrit également un ouvrage sur le peintre Francis Bacon, Logique de la sensation (1981) et deux ouvrages sur le cinéma, L'Image-mouvement (1983) et L'Image-temps (1985).
En 1987, il crée avec Guattari la « revue des schizoanalyses » Chimères.
Dans Le Pli, Leibniz et le baroque (1988), Gilles Deleuze reprend sa réflexion sur Leibniz et sa métaphysique à travers la métaphore topologique du pli, au filtre de l'historien et philosophe des sciences Michel Serres :

« Nul mieux que Michel Serres n'a dégagé les conséquences mais aussi les présupposés de la nouvelle théorie des coniques… le nouveau modèle optique de la perception et de la géométrie dans la perception qui répudie les notions tactiles, contact et figure au profit d'une « architecture de la vision ». »

Deleuze aborde ainsi la question esthétique du baroque, comme style, qu'il soit passé ou contemporain, à travers sa lecture de Leibniz et de Spinoza, l'analyse d'Eugenio d'Ors et développe sa réflexion esthétique avec les œuvres contemporaines du peintre Simon Hantaï, du compositeur Pierre Boulez ou du peintre et sculpteur Carl André.

### Dernières années
En 1988, Gilles Deleuze accepte de participer à un long entretien télévisé avec son ancienne étudiante Claire Parnet à condition que ce film ne soit diffusé qu'après sa mort : c'est L'Abécédaire de Gilles Deleuze, réalisé par Pierre-André Boutang.
Dans Qu'est-ce que la Philosophie ? (1991), il tente une explication de la philosophie comme attitude dans la vie au contraire d'une doxa ontologique qui dirait la vérité définitive des choses. La philosophie est questionnement, interrogation ouverte sur le réel et non pas vérité imposée ou transcendante. Les concepts que développe le philosophe sont des outils à la disposition de tous pour tenter de comprendre le monde.

### Vie privée
En 1956, Gilles Deleuze épouse Denise Grandjouan.
Ils ont un fils en 1960, Julien, et une fille en 1964, Émilie, qui deviendra cinéaste.

### Mort
La maladie respiratoire qu’il a depuis son enfance devenant trop difficile à supporter, Gilles Deleuze se donne la mort par défenestration le 4 novembre 1995 à 12 h 30, dans le 17e arrondissement de Paris, en son domicile du 84, avenue Niel.

« Ce sont [les] organismes qui meurent, pas la vie. »

Il est enterré à Saint-Léonard-de-Noblat, en Haute-Vienne.

## Présentation de l’œuvre

### Histoire et devenir de la philosophie
Ses premières œuvres, écrites sur des philosophes (Hume, Kant, Nietzsche, Bergson, Spinoza) et des écrivains (Proust, Sacher-Masoch), sont rapidement considérées comme des ouvrages de référence. Toutes témoignent d'un effort pour saisir ce qu'il y a d'essentiellement nouveau chez chacun de ces auteurs. En développant ces apports historiques, Deleuze pose aussi les jalons d'un système philosophique axé sur la production du nouveau (ou création), et qui célèbre ainsi la vie. Il tente d'élaborer un « empirisme transcendantal ». Sa thèse, avec d'une part Différence et répétition, qui élabore une conception neuve de la différence (comme première et non pensée sur fond d'identique), et d'autre part Spinoza et le problème de l'expression, qui élabore la conception d'une vie tout entière immanente (où Dieu et l'être ne font qu'un), marque une avancée décisive dans le déploiement de cette philosophie. (À continuer).
Pour Deleuze, « la philosophie est l'art de former, d'inventer, de fabriquer des concepts » (Qu'est-ce que la philosophie ?), chose dont il ne s'est jamais privé.

« Un concept, ce n’est pas du tout quelque chose de donné. Bien plus, un concept ce n’est pas la même chose que la pensée : on peut très bien penser sans concept, et même, tous ceux qui ne font pas de philosophie, je crois qu’ils pensent, qu’ils pensent pleinement, mais qu’ils ne pensent pas par concepts – si vous acceptez l’idée que le concept soit le terme d’une activité ou d’une création originale. Je dirais que le concept, c’est un système de singularités prélevé sur un flux de pensée. Un philosophe, c’est quelqu’un qui fabrique des concepts. Est-ce que c’est intellectuel ? A mon avis, non. »

— Cours Vincennes - LEIBNIZ - 15/04/1980
Il assure que la philosophie ne s'adresse pas qu'aux spécialistes, et l'on peut dire de lui ce qu'il disait de Spinoza : tout le monde est capable de le lire, et d'en tirer de grandes émotions, ou de renouveler complètement sa perception, même s'il en comprend mal les concepts. Inversement, un historien de la philosophie qui n'en comprend que les concepts n'a pas une compréhension suffisante.

« Il faut les deux ailes, comme disait Jaspers, ne serait-ce que pour nous emporter philosophes et non-philosophes vers une limite commune. »

— Pourparlers, p. 225
Dans l'Abécédaire, il raconte que ce qui lui a le plus fait plaisir, dans le courrier qu'il a reçu après la publication du Pli, ce n'étaient pas les lettres d'universitaires, mais celles d'un club d'origamistes et d'un club de surfeurs.

### Différence et Répétition
Différence et Répétition est la thèse principale de Gilles Deleuze, publiée en 1968 aux PUF. Centré sur les concepts de différence et répétition, le livre de Deleuze cherche à problématiser les approches de la différence en elle-même, de la répétition en elle-même, explicitées par les notions de : même, copie, double, identité, individuation, un et multiple, différentiel, divers, je et moi, ou encore comportement, cela à travers l’histoire de la philosophie de Aristote à Heidegger en passant par Nietzsche ou Leibniz, dont Deleuze prend pour modèle la métaphysique mais aussi le calcul différentiel. Deleuze prend cependant soin de préciser dans l’avant-propos : « Nous avons parlé de science, d’une manière dont nous sentons bien, malheureusement, qu’elle n’était pas scientifique », précisant qu’il écrit à la manière d’une science-fiction, et qu’un traité de philosophie est pour une part un roman policier.
Voir aussi l'œuvre de Gabriel Tarde sur la compulsion de répétition.
Texte de philosophie classique, il s’ouvre autant à l’esthétique qu’à la métaphysique, et laisse entrevoir les développements ultérieurs de l'œuvre de Gilles Deleuze sur la schizophrénie, le multiple dans l’un, ou encore le rhizome. Si la différence est une relation empirique entre les deux termes non identiques entre deux choses, Deleuze introduit la notion de différence entre des termes non identiques et non opposés. La répétition, qui se conçoit empiriquement comme auto-similaire dans une chose, peut être aussi la différence en elle-même, la répétition est le rapport de deux différences. La répétition peut être conçue suivant la figure de l'éternel retour avec Nietzsche, la différence avec la métaphysique de Leibniz. La tâche de la philosophie moderne est définie comme renversement de la philosophie de Platon et d’Aristote, du Un où le Je est un autre à travers les concepts de reconnaissance, de recognition, alors l’Idea se fait multiplicité. « Soutirer à la répétition quelque chose de nouveau, lui soutirer la différence tel est le rôle de l’imagination ».

### Clinique et politique
La philosophie de Deleuze est celle d'une immanence absolue. Pas de transcendant, pas de négation, pas de manque, mais un « complot d'affects », une « culture de la joie », une « dénonciation radicale des pouvoirs ». Une philosophie de la vie et de la pure affirmation, de l'immanence, donc, comme sortie des frontières du sujet :

« En chacun de nous, il y a comme une ascèse, une partie dirigée contre nous-mêmes. Nous sommes des déserts, mais peuplés de tribus, de faunes et de flores. […] Et toutes ces peuplades, toutes ces foules, n'empêchent pas le désert, qui est notre ascèse même, au contraire elles l'habitent, elles passent par lui, sur lui. […] Le désert, l'expérimentation sur soi-même, est notre seule identité, notre chance unique pour toutes les combinaisons qui nous habitent. »

— Dialogues, p. 18
La philosophie de Deleuze croise ici une première fois les intérêts de Foucault pour la folie. Tous deux pensèrent en effet sérieusement à la folie et à un dialogue possible avec elle. Si Foucault le fait en la prenant comme un objet historique complexe dont il lit la genèse comme l'envers et la condition non nécessaire de notre pensée (« la pensée de la folie n'est pas une expérience de la folie, mais de la pensée : elle ne devient folie que dans l'effondrement »), Deleuze, à son tour, dans son rapprochement avec Félix Guattari, s'intéresse à ce sujet lors de la création de ses propres concepts. Peut-être le « rhizome » est-il l'expression extrême de cela. En fait on peut y penser comme à un rayon X de la pensée du dehors, dans sa logique la plus intime, c'est-à-dire quand elle est le plus tournée vers le dehors. On trouve en elle l'ouverture d'un désert, la mobilité oubliée, la connectivité errante, la prolifération multidirectionnelle, l'absence de centre, de sujet, d'objet — une topologie et une chronologie assez hallucinatoires. En bref, on ne trouve pas la carte d'un autre monde mais plutôt l'autre cartographie possible de tous les mondes — ce qui fait précisément de ce monde un autre, nous délivrant des chaînes de la quotidienneté.

« Faire d'un événement, si petit soit-il, la chose la plus délicate du monde, le contraire de faire un drame, ou de faire une histoire. »

— Dialogues, p. 81
Sur la fin de sa vie, Deleuze esquisse — second croisement — le prolongement d'une idée de Foucault qui envisageait la fin des sociétés disciplinaires. Gilles Deleuze donne dans deux conférences des pistes de réflexion sur le contrôle en affirmant que Foucault en avait explicitement formé le concept. Cette assertion est ensuite démentie par de nombreux auteurs, Foucault n'ayant rien publié sur le sujet. Toutefois ses cours au Collège de France des années 1975-1976, 1976-1977 et 1977-1978 publiés en 2002 font état d'une recherche avancée dans cette direction. Les sociétés de contrôle ou de sécurité sont un troisième temps dans l'histoire des disciplines et succèdent aux sociétés disciplinaires. Le processus de mutation est contemporain selon Deleuze, et remonte selon Foucault au XIXe siècle. L'approche historique de Foucault se démarque ici encore de l'approche conceptuelle de Deleuze.

« Le contrôle est à court terme et à rotation rapide, mais aussi continu et illimité, tandis que la discipline était de longue durée, infinie et discontinue... L'homme n'est plus l'homme enfermé, mais l'homme endetté. »

— Pourparlers, p. 246

## Philosophie esthétique
Gilles Deleuze a consacré une grande partie de son œuvre aux relations de la philosophie et de l'art, qu'il soit littéraire, plastique ou cinématographique, en analysant les liens qu'entretiennent le langage et les signes, à travers par exemple: Proust et les signes (1964), Beckett L'épuisé, (1992), au cinéma (1983) ou à Francis Bacon (1981), ou dans sa thèse Différence et répétition (1968) qui examine et outrepasse le concept platonicien d'imitation.

### Proust et les signes
La première partie du texte a été publiée en 1964 ; Deleuze remanie l'ensemble pour la seconde édition avec l'adjonction d'une seconde partie, intitulée La Machine littéraire, et enfin d'une postface de 1973 à la troisième édition, qui est l'édition définitive.
Il concerne dans la première partie l'interprétation des signes dans À la recherche du temps perdu de Marcel Proust, autour de quatre catégories de signes que reconnaît Gilles Deleuze : ceux du Vide (les mondains), les Amoureux (vérité, mensonge, jalousie), les Impressions (signes sensibles matériels), enfin les signes de l'art « qui transforment tous les autres ». La seconde partie du texte est une analyse de la production et de la multiplication des signes dans la Recherche, ainsi que de l'attitude et de la place du narrateur. Le livre se conclut par un troisième texte intitulé « L'Araignée » qui interroge la place de la folie dans l'œuvre proustienne.
Laissant de côté la notion de mémoire comme moyen à l'œuvre dans la Recherche, Deleuze cherche la structure sémiologique d'un récit d'apprentissage sans aucune paraphrase, ouvrant sa réflexion tant à la critique littéraire et artistique qu'à la critique philosophique. Le texte se termine par cette phrase :

« Étrange plasticité du narrateur. C'est ce corps-araignée du narrateur, l'espion, le policier, le jaloux, l'interprète et le revendicateur — le fou — l'universel schizophrène qui va tendre un fil vers Charlus le paranoïaque, un autre vers Albertine l'érotomane, pour en faire autant de marionnettes de son propre délire, autant de puissances intensives de son corps sans organes, autant de profils de sa folie. »

### Logique de la Sensation
En 1981, Gilles Deleuze publie Logique de la Sensation, consacré au peintre anglais Francis Bacon après une année de cours à analyser l'œuvre du peintre et la démarche des peintres modernes et contemporains. Deleuze se trouve à la croisée des chemins « où on peut penser la peinture, on peut aussi peindre la pensée, y compris cette forme exaltante, violente de la pensée qu'est la peinture ». Deleuze par une succession de « cercles » trouve les outils conceptuels aptes à les comprendre : chaos, diagramme (inspiré de l'informatique), cliché, lignes gothiques (avec Wilhelm Worringer), le dualisme de l'espace haptique de la main et de l'espace du pur visuel de l'œil. Il interroge ainsi autant les écrits et les interviews du peintre que ses œuvres ou celles de ses contemporains Klee, Pollock ou Herbin pour comprendre comment fonctionne la peinture comme langage et expression entre code et signe. Deleuze cherche par son analyse à trouver ce que la peinture peut apporter à la philosophie, mais chemin faisant Deleuze éclaircit le rôle du philosophe comme créateur des concepts, et présente le rôle de l'artiste comme celui de créateur de percepts, c'est-à-dire de pensées qui assemblent en bloc sensation, perception et signe.

### Cinéma: Image-mouvement et Image-temps
Publié en deux tomes, en 1983 (Cinéma 1 : L'Image-mouvement) et en 1985 (Cinéma 2 : L'Image-temps) dans la collection Critique aux Éditions de Minuit, ce traité de philosophie esthétique n'est pas une histoire du cinéma mais une tentative de classification des images et des signes tels qu'ils apparaissent ou ont du sens au cinéma et plus généralement dans l'audiovisuel. L'analyse de Gilles Deleuze s'appuie autant sur la distinction entre mouvement cinématographique et mouvement continu que propose Henri Bergson dans Matière et mémoire, que parmi les classifications des signes venant de Peirce pour démontrer comment la pensée se fait jour dans le montage entre instant, durée, image et son, exemplifié parmi les œuvres cinématographiques de Bergman, Bresson, Cecil B. DeMille, Dreyer, Ford, Griffith, Kazan, Minelli, Sternberg, King Vidor, etc. Ces deux livres s'appuient sur les cours donnés à l'université Paris VIII et qui sont en ligne.

## Philosophie du droit
« Si je n'avais pas fait de la philosophie, j'aurais fait du droit, mais justement pas du droit de l'homme. J'aurais fait de la jurisprudence, parce que c'est la vie. »

— Gilles Deleuze, L'Abécédaire de Gilles Deleuze

## Postérité et influence
Les nombreuses réactions de philosophes après la mort de Gilles Deleuze montrent à quel point il a été admiré : les philosophes Giorgio Agamben, Alain Badiou, Jacques Derrida, Jean-François Lyotard, Jean-Luc Nancy et Jean-Pierre Faye lui rendent hommage dans Libération.
Quelques mois plus tard, le philosophe Michel Serres commente ainsi la philosophie et la mort du philosophe :

« Deleuze était — J’ai perdu mon meilleur ami le mois dernier, parce que Deleuze est mon meilleur ami. Je l’admire. Je l’aime. Quand nous étions jeunes nous étions très séparés. Alors nous avons inventé ensemble le terme « amis de vieillesse »… Parce que nous étions un petit peu frères.
Je pense que Deleuze est un « géographe », et je suis aussi un géographe. Nous ne sommes pas des historiens … La philosophie de Deleuze est pleine de flux. Et qu’est ce que c’est un flux ? Des prépositions ! Les prépositions sont l’algèbre des flux.
Il ne s’est pas suicidé. Il ne pouvait respirer… il a ouvert la fenêtre et… Ce n’est pas son caractère de se suicider… Pas sa philosophie… C’est impossible ! »

L'Abécédaire de Gilles Deleuze est diffusé sur Arte, à partir de janvier 1995, épisode après épisode ; puis paraît en suivant en VHS et, en 2004, en DVD aux éditions Montparnasse. « Ce fut un succès inespéré avec environ 80 000 ventes (dont 28 000 DVD), raconte Renaud Delourme, cofondateur des éditions Montparnasse ».
Gilles Deleuze était, de l'avis de beaucoup, un professeur extraordinaire[réf. nécessaire]. Dans ses ouvrages d'histoire de la philosophie notamment, l'emploi de mots simples au service d'une pensée rigoureuse et d'une grande imagination conceptuelle permet à son œuvre d'être comprise par le large public que ses cours, en accès libre, attirent. Sa femme, Fanny Deleuze, a transcrit une partie importante de cet enseignement disponible sur le site créé par Richard Pinhas. Il attire aussi l'attention de certains scientifiques.
Michel Foucault estimait qu'« un jour, peut-être, le siècle sera deleuzien ». Deleuze, interrogé sur cette citation, répondit que Foucault pensait sans doute qu'il représentait l'expression la plus pure de la pensée de la différence, car il en était l'expression purement conceptuelle, c'est-à-dire ni historique (comme Michel Foucault), ni critique (comme Roland Barthes, par exemple), etc. : « il voulait sans doute dire que j'étais le plus innocent, le plus philosophe ».

## Critique de l'œuvre

### Querelle avec les logiciens
L'œuvre de Gilles Deleuze est sévèrement critiquée pour son « anarchisme », d'un côté, par les tenants d'une certaine philosophie traditionaliste qui tend à établir des concepts transcendantaux et, de l'autre, par les tenants de la philosophie anglo-saxonne de la logique analytique qui contestent aux philosophes le droit à la métaphore scientifique, ou du moins leur reprochent d'en abuser de façon spécieuse. Il est notable que ce débat opposait déjà Bertrand Russell à Henri Bergson.

Pour Deleuze, avec Guattari : 

« La science n'a pas pour objet des concepts, mais des fonctions. […] Une notion scientifique est déterminée non par des concepts, mais par des fonctions ou propositions. La science n'a nul besoin de la philosophie pour ses tâches. En revanche quand un objet est scientifiquement construit par fonctions, par exemple un espace géométrique, il reste à en chercher le concept qui n'est nullement dans la fonction. »

De plus, Deleuze refuse à la logique de Frege et Russell, le statut de philosophie : « La logique est réductionniste, non par accident, par essence et nécessairement elle veut faire du concept une fonction » affirme-t-il.

Aussi pour le philosophe Jacques Bouveresse, la philosophie de Deleuze est esthétique et de nature cosmétique. Dans Rationalité et Cynisme publié en 1984, il écrit : 

« La philosophie, dirait Deleuze, doit être considérée comme « un discours créateur, ni plus ni moins que les autres disciplines » […]. Concrètement, cela signifie que le modèle proposé à la philosophie, et, finalement, à la science elle-même, est celui des avant-gardes littéraires et artistiques où la légitimité consiste souvent, pour l'essentiel, avec le désaccord avec ce qui précède, le simple fait de proposer « autre chose » qui diffère aussi radicalement que possible de ce que l'on faisait avant. »

Bouveresse dit regretter de ne pas avoir pu dialoguer avec Deleuze davantage.
Pour le linguiste Noam Chomsky, il ne s'agit que d'un bavardage sans intérêt, c'est du moins ce qu'en dit le journaliste Jean Birnbaum.
En 2014, pour le philosophe David Lapoujade, l'œuvre de Gilles Deleuze se présente comme la philosophie des « mouvements aberrants » répondant ainsi à la critique des logiciens.

### Critiques politiques d'un «dandysme» de Deleuze
D'autres critiques se sont élevées : Alain Badiou, par exemple, qui lors de sa période maoïste, déclarait que l'œuvre de Deleuze ne serait qu'une forme esthétique de dandysme bourgeois, il reverra son jugement dans le livre qu'il consacrera à Deleuze ; ou Jean-Luc Godard.
Michel Onfray considère Deleuze comme inutile puisque les concepts exposés par le philosophe sont par nature ontologiques, abstraits et esthétiques et n'auraient aucun effet sur le réel, se contentant d'accompagner le mouvement social :

« Voilà pour quelles raisons, le temps passant, Deleuze rejoint la cohorte des classiques de la philosophie : son « CsO » (Corps sans organe), peut bien trôner dans le musée des horreurs philosophiques, aux côtés de « l'idée » de Platon, de la substance pensante de Descartes, du « Noumène » de Kant, du Concept de Hegel, ou de « l'entre-soi » de Sartre, autant de grosses machines à mettre le réel à distance pour lui préférer l'idée qu'on s'en fait, autrement dit, l'étoffe des songes. […] Mais le scolastique brillant, génial jongleur, qui triture de jolis objets creux comme le « CsO » me fait aujourd'hui sourire […] Le roi est nu. »

Pour Deleuze :

« Faire de la philosophie, c'est constituer des problèmes qui ont un sens, et créer les concepts qui nous font avancer dans la compréhension et la solution des problèmes. […] Si on n'a pas trouvé le problème, on ne comprend pas la philosophie ; elle reste abstraite. […] Si vous avez trouvé le problème, tout devient concret. […] Un mauvais philosophe c'est quelqu'un qui n'invente pas de concept. Il émet des opinions. […] Il n'invente pas de concept, et il ne pose — au vrai sens du mot problème — il ne pose aucun problème. […] Quel que soit le genre de concept que j’ai essayé de créer je peux dire à quel problème il répond et pourquoi. Sinon, ce serait du bavardage. »

— L'Abécédaire de Gilles Deleuze, lettre H comme Histoire

### Critique féministe
Certains membres liés aux mouvements féministes américains se sont élevés contre ses concepts de corps-machines, de machines-désirantes.

## Controverse
Il fait partie des 69 intellectuels français qui, aux côtés de l'écrivain Gabriel Matzneff et du romancier Guy Hocquenghem, ont signé une tribune publiée le 26 janvier 1977, d'abord dans Le Monde puis dans Libération, pour défendre trois hommes incarcérés depuis plus de trois ans pour avoir abusé sexuellement de mineurs de 15 ans.

## Œuvres

### Écrits
- Empirisme et subjectivité. Essai sur la nature humaine selon Hume, Paris, Presses universitaires de France, 1953, 152 p.
- Instincts et institutions : Textes choisis et présentés par G. Deleuze, Paris, Hachette, 1953, 92 p.
- Henri Bergson. Mémoire et vie : Textes choisis par Gilles Deleuze, Presses universitaires de France, 1957
- Nietzsche et la Philosophie, Paris, Presses universitaires de France, coll. « Bibliothèque de philosophie contemporaine », 1962.
- La Philosophie critique de Kant, Paris, Presses universitaires de France, 1963.
- Proust et les signes, Paris, Presses universitaires de France, 1964. - rééd. 2010 et 2014.
- Nietzsche : sa vie, son œuvre, avec un exposé de sa philosophie, Paris, Presses universitaires de France , 1965.
- Le Bergsonisme, Paris, Presses universitaires de France, 1966, 119 p.
- Présentation de Sacher-Masoch. Le froid et le cruel, avec le texte intégral de La Vénus à la fourrure, Paris, Les Éditions de Minuit, coll. « Arguments », 1967, 276 p.
- Spinoza et le problème de l'expression, Paris, Les Éditions de Minuit, coll. « Arguments », 1968, 332 p.
- Différence et répétition, Paris, Presses universitaires de France, coll. « Bibliothèque de philosophie contemporaine », 1968, 409 p.
- Logique du sens, Paris, Les Éditions de Minuit, coll. « Critique », 1969, 392 p.
- L'Anti-Œdipe – Capitalisme et schizophrénie, en collaboration avec Félix Guattari, Paris, Les Éditions de Minuit, coll. « Critique », 1972, 494 p.
- Fromanger – Le peintre et le modèle, Paris, Éditions Baudard Alvarez, s.d. (circa 1973), 24 p.
- Kafka. Pour une littérature mineure, en collaboration avec Félix Guattari, Paris, Les Éditions de Minuit, coll. « Critique », 1975, 159 p.
- Rhizome, en collaboration avec Félix Guattari, Paris, Les Éditions de Minuit, 1976. (Repris dans Mille-Plateaux.)
- Dialogues avec Claire Parnet, Paris, Flammarion, 1977, 184 p. ; 2e éd. 1996, coll. « Champs », 187 p. (contient une annexe sur L'actuel et le virtuel)
- Superpositions, en collaboration avec Carmelo Bene, Paris, Les Éditions de Minuit, 1979, 131 p.
- Mille Plateaux – Capitalisme et schizophrénie 2, en collaboration avec Félix Guattari, Paris, Les Éditions de Minuit, coll. « Critique », 1980, 645 p.
- Spinoza - Philosophie pratique, Paris, Les Éditions de Minuit, 1981, 177 p.
- Logique de la sensation, 2 tomes, Paris, Éditions de la Différence, 1981 ; réédité sous le titre Francis Bacon : logique de la sensation, Paris, Éditions du Seuil, coll. « L'ordre philosophique », 2002, 158 p.
- L'image-mouvement. Cinéma 1, Paris, Les Éditions de Minuit, coll. « Critique », 1983, 298 p.
- L'image-temps. Cinéma 2, Paris, Les Éditions de Minuit, coll. « Critique », 1985, 378 p.
- Foucault, Paris, Les Éditions de Minuit, coll. « Critique », 1986.
- Le Pli - Leibniz et le baroque, Paris, Les Éditions de Minuit, coll. « Critique », 1988, 191 p.
- Périclès et Verdi. La philosophie de François Châtelet, Paris, Les Éditions de Minuit, 1988, 27 p.
- Pourparlers 1972 - 1990, Paris, Les Éditions de Minuit, 1990 (extrait : « Les intercesseurs »).
- Qu'est-ce que la philosophie ? Capitalisme et schizophrénie 3, en collaboration avec Félix Guattari, Paris, Les Éditions de Minuit, coll. « Critique », 1991, 206 p.
- « L’Épuisé », postface à Quad, de Samuel Beckett, Paris, Les Éditions de Minuit, 1992.
- Sophie Boursat, en collaboration avec Doris von Drathen, coédition église de l'Assomption de Rosnay-l'Hôpital/château-fort de Sedan, 1992.
- Critique et clinique, Paris, Les Éditions de Minuit, coll. « Paradoxe », 1993.
- L'Île déserte et autres textes. Textes et entretiens 1953-1974, édition préparée par David Lapoujade, Paris, Les Éditions de Minuit, coll. « Paradoxe », 2002.
- Deux régimes de fous. Textes et entretiens 1975-1995, édition préparée par David Lapoujade, Paris, Les Éditions de Minuit, coll. « Paradoxe », 2003.
- Lettres et autres textes, édition préparée par David Lapoujade, Paris, Les Éditions de Minuit, 2015.

### Film
- 1973 : George qui ?, de Michèle Rosier. Deleuze, acteur, y interprète le rôle de Lamennais, le prêtre-philosophe ami de George Sand[66].

### Vidéo
- L'Abécédaire de Gilles Deleuze, de Pierre-André Boutang, entretiens avec Claire Parnet réalisés en 1988, Arte-Éditions Montparnasse, 2004-2019.
- En mai 2006 la Rai Tre a diffusé plusieurs heures d'enregistrements vidéos des cours de Deleuze à Vincennes (1975-1976-1980)
- Le Point de vue, cours sur Leibniz - Novembre 1987 - 140 min - réalisation M. Burkhalter - Bibliothèques publiques (service du livre)
- Facs of life, de Silvia Maglioni et Graeme Thomson

### Audio
- Artifice et société dans l'œuvre de Hume (15 min. 1956), Le Dieu de Spinoza (4 min. 1960), Le Travail de l'affect dans l'éthique de Spinoza (8 min. 1978), 3 interventions réunies dans Anthologie sonore de la pensée française par les philosophes du XXe siècle Éditions INA / Frémeaux & Associés, 2003.
- Spinoza, immortalité et éternité, 2 CD, Gallimard, « À voix haute », 2005.
- Leibniz, âme et damnation, 2 CD, Gallimard, « A voix haute », 2005.
- Gilles Deleuze, cinéma, 6 CD, Gallimard, « A voix haute », 2006.
- La voix de Gilles Deleuze en ligne, enregistrements des cours donnés à l'université Paris VIII Saint-Denis et leurs transcriptions.
- Ouais Marchais, mieux qu'en 68 Heldon - Electronique Guerilla, Disjoncta, 1974, Deleuze à la voix sur un texte de Nietzsche